# Tomáš Tuček
Tomáš Tuček (* 13. prosince 1987, Hradec Králové) je několikanásobný mistr světa a Evropy ve freestyle footbagu. Mistrovství světa vyhrál v disciplíně dvojic (Open doubles freestyle) v letech 2009, 2011, 2014, 2015, 2016 a 2020, přičemž v roce 2009 zvítězili kromě hlavní disciplíny i v disciplíně Doubles circle contest. V roce 2008 se umístil na 1. místě v anketě Nejúspěšnější sportovec roku 2008 Královéhradeckého kraje v kategorii Mimořádný sportovní výkon a také na 2. místě v internetovém hlasování ve stejné kategorii. V roce 2020 překonal rekord v počtu mistrovských titulů, který v 90. letech 20. století vytvořili 2 Američtí hráči. V roce 2020 se stal nejúspěšnějším sportovcem v dané disciplíně v historii sportu.
V roce 2016 vytvořil s Patrikem Černým exhibiční tým „Footbag show“.

## Disciplína dvojic
Open Doubles Freestyle (freestyle dvojic) je jednou z hlavních disciplín footbagu. Hráči secvičují tříminutové vystoupení na jimi zvolenou hudbu. Samotné hodnocení závodního vystoupení je velmi podobné hodnocení krasobruslení. Šestičlenná porota hodnotí technickou a uměleckou úroveň. Technická úroveň zahrnuje především obtížnost, různorodost a preciznost provádění triků, zatímco umělecká úroveň zahrnuje hlavně choreografii celého vystoupení, „komunikaci“ s publikem a jedinečnost (originalitu).
Tomáš Tuček je inovátor disciplíny dvojic a posunul celou disciplínu o velký kus dopředu. Vymyslel řádově desítky nových triků, které postupně zapojuje do svých vystoupení. Většinu z těchto triků doposud nikdo jiný na závodech nepředvedl.